# Pottenstein
Pottenstein je mesto v okrožju Bayreuth na Bavarskem v Nemčiji. Leži 23 km jugozahodno od Bayreutha in 26 km vzhodno od Forchheima.

## Zgodovina
Zgodovino Pottensteina lahko zasledimo v prvi pisni omembi leta 918. Leta 1323 je mesto dobilo mestne pravice. Mesto Pottenstein je bilo podrejeno knezoškofiji Bamberg. V mestnem požaru leta 1736 je bilo uničenih 60 hiš, poškodovana je bila mestna cerkev.
Od Reichsdeputationshauptschlussa iz leta 1803 dalje mesto pripadlo volilni kneževini Bavarski. V okviru upravnih reform v Bavarskem kraljestvu je bil Pottenstein, v skladu z Gemeindeediktom‘‘ iz leta 1818, določen za občino.
Od 12. oktobra 1942 do 16. aprila 1945 je v vasi obstajalapodružnica koncentracijskega taborišča Flossenbürg, v katerem je bilo 746 zapornikov, ki so morali opravljati prisilno delo za SS-Karstwehr. Zaporniki so bili uporabljeni pri gradnji cest, morali so zgraditi majhen rezervoar kot Wasserübungsstrecke in odpreti bližnjo kraško jamo Teufelshöhle. Leta 1942/43 je SS ohranil tabor za usposabljanje približno 600 članov SS Karstwehr. Zaporniki so bili sprva v mladinskem hostlu v Marientalu, od pomladi 1943 v hlevu lastnika pivovarne Mager ("Mager barn") v Pottensteinu. Noben namig v vasi ne spominja na to. Druga svetovna vojna se je za Pottenstein končala 16. aprila 1945 z okupacijo ameriških vojakov po dnevu umika SS enot.

## Geografija
Mesto Pottenstein je na nadmorski višini med 350–614 m in ima skoraj 1500 prebivalcev (občina 5224) in je zdravilišče v Frankovski Švici. Umeščeno je v stiku dolin Püttlach, Weihersbach in Haselbrunn, obdanih z visokimi pečinami in ob vznožju 1000 let starega gradu, ki je igral pomembno vlogo v zgodovini mesta.
Del pobočij okrog Pottensteina je bil leta 1995 določen kot naravni rezervat Trockenhänge um Pottenstein v velikosti 51,87 ha. Vključuje dragocene rastlinske komplekse kamnitih, polsušnih in suhih travišč, toploljubnih robov, grmičevja in redkih gozdov.

## Turistične znamenitosti
Sveta Elizabeta, vdova Ludvika IV. iz Turingije, je bila od 1228 do 1229 talka v svojem gradu. Po legendi so se jajca in svinjina v njeni košari, ko je bila ogrožena, spremenili v lepe vrtnice - lokalna prilagoditev slavnega Čudeža vrtnic. Od leta 2004 poteka označena peš pot po mestu, znana kot Elizabetina pot.
Trg s kipom svete Elizabete, katoliško cerkvijo, trgovinami, restavracijami in hoteli je osrednji del mesta. Sobe ponujajo večinoma v stanovanjskih območjih, v dolinah, ki vodijo iz središča mesta in v in nad pečinami, ki gledajo na mesto. Pomembni so: zdravstveni center z oddelkom za masažo / medicinsko terapijo za plavanje, postaja za bolezni dihal v Hudičevi jami (Teufelshöhle), objekt Kneipp, turistično informacijski center, park, zelenica, teniška igrišča, jezero Schöngrund s svojimi čolni na vesla in pedaline, sprahajalne poti in igrišče za golf. Za hojo je 450 km označenih poti. Tu so še:
- Hudičeva jama, 1,5 km dolga kapniška jama. Teufelshöhle je ena največjih in najbolj znanih jam v Nemčiji. Oktobra 1922 jo je odkril geolog in rudarski inženir Hans Brand v Hudičevih luknjah, ki so bile znane že dolgo časa in so bile odprte za obiskovalce za Binkošti 1931 v dveh stopnjah. Letno ima okoli 160.000 obiskovalcev.
- Muzej Frankovske Švice v okrožju Tüchersfeld
- Grajski muzej pri gradu Pottenstein
- 1000 let star grad Pottenstein je bil rezidenca svete Elizabete Turinške leta 1228
- Župnijska cerkev svetega Jerneja z rokoko dekoracijo (okoli 1775)
- Kunigundina cerkev ima oltar, na katerem je viden grad Pottenstein še z bivalno-obrambni grad

Pottenstein je leta 2006 prejel nagrado Nationales Geotop. 

## Galerija
- Mestna hiša v Pottensteinu
- Glavna ulica v Pottenstein
- Grad Pottenstein
- Yearly resolution of the Eternal Adoration (The Festival of Lights)